# Gerhard Potuznik
Gerhard Potuznik ist ein österreichischer Musiker und Musikproduzent. Potuznik veröffentlicht auch unter mehreren Pseudonymen, von denen GD Luxxe das bekannteste ist.
Er ist bzw. war Mitglied in mehreren Bands und Projekten wie Cube & Sphere (mit Hans Platzgumer), Group Niob (mit Martin Sovinz), iO (mit Erdem Tunakan, Herbert Gollini, Patrick Pulsinger), Mäuse (mit Tex Rubinowitz) und The Happy Sun (mit Philipp Pluhar, Christoph Baumgartner, Andreas Koch). Gemeinsam mit Rubinowitz betreibt Potuznik auch das unabhängige Musiklabel Angelika Köhlermann.

## Leben und Werk
Potuznik beschäftigte sich bereits als Jugendlicher mit Kunst und Musik. Sein Kunstlehrer am Gymnasium war Stefan Weber, der ihn früh als Roadie für die Konzerte seiner Band Drahdiwaberl engagierte. Potuznik begann in den 1980er Jahren mit der Produktion erster Musikstücke. Seine erste Synth-Pop-Platte Now I Know, die er unter dem Pseudonym  Hype 1989 auf GiG Records veröffentlicht hatte, erwies sich als Flop. Parallel war er als Grafikdesigner aktiv und gestaltete unter anderem Veröffentlichungen von Künstlern und Bands wie Edelweiss, Club 69, Bingoboys oder Beat 4 Feet.
1993 lernte Potuznik den Musiker Patrick Pulsinger kennen, der gemeinsam mit Erdem Tunakan gerade das Label Cheap Records gegründet hatte. Gemeinsam veröffentlichten die drei Musiker unter dem Projektnamen iO bis 1995 ein Album und vier Singles auf Cheap Records und Mo’ Wax. Potuznik und Tunakan unterstützten Pulsinger auch bei der Produktion von dessen Debütalbum Porno (1994).
Im Jahr 1994 gründete Potuznik mit Tex Rubinowitz die Band Mäuse, die Rock ’n’ Roll mit elektronischer Musik kombinieren sollte. Nach einigen Releases löste sich die Band 1998 vorerst auf. Parallel erschienen erste vom Detroit Techno beeinflusste Solo-Releases als Potuznik auf Cheap Records. Es folgten zahlreiche weitere Veröffentlichungen auf Labels wie Mego, Sabotage, Pomelo, Uptight, Morbid und Disko B. Sein erstes Solo-Album Amore Motore (… Autobahn) erschien 1996 auf Mego. Mit Hans Platzgumer, den Potuznik Mitte der 1990er Jahre kennengelernt hatte, gründete er ebenfalls diverse Projekte. Als Cube & Sphere widmeten sich beide dem Drum and Bass. Neben einigen Singles erschien 1998 auch das Album Great Norwegian Explorers auf dem Münchener Label Disko B. Über Platzgumer lernte Potuznik auch die Chicks on Speed, für die er mehrere Releases produzierte.
Nachdem Potuznik den britischen Musiker Ed Upton alias DMX Krew kennengelernt hatte, fand er auf seinem Label Breakin’ Records eine Plattform für seine eher 80er-beeinflussten Electro-Tracks. Für diese Veröffentlichungen nutzte Potuznik erstmals das Pseudonym GD Luxxe. Unter diesem Namen veröffentlichte er auf Breakin’ Records 1999 das Album Submission und zwei Singles. Im Sommer 2003 veröffentlichte er als GD Luxxe das Album The 21st Door auf Interdimensional Transmissions. Ein Jahr später folgte das Album Between Zero And Eternity auf Ersatz Audio. Sein nächstes Album Make erschien dann 2005 auf Angelika Köhlermann.
2007 belebten Potuznik und Rubinowitz gemeinsam mit Philipp Quehenberger (Keyboards) und Didi Kern (Schlagzeug) das Projekt Mäuse wieder. 2011 erschien auf Angelika Köhlermann die EP Nichts ist besser als Mäuse. Im Jahr 2013 folgte das Mäuse-Album Das Judasevangelium.
Im Jahr 2018 gründete Potuznik mit Josef Zorn und Christoph Baumgartner die Rockband The Happy Sun, in der Potuznik als Gitarrist und Sänger aktiv ist. Im September 2019 erschien das selbstbetitelte Debütalbum The Happy Sun.

## Diskografie (Auswahl)
Alben
- 1996: Gerhard Potuznik – Amore Motore (… Autobahn) (Mego)
- 1999: Gerhard Potuznik – Concorde+ (Cheap Records)
- 1999: G.D. Luxxe – Submission (Breakin’ Records)
- 2003: GD Luxxe – The 21st Door (Interdimensional Transmissions)
- 2004: GD Luxxe – Between Zero And Eternity (Ersatz Audio)
- 2005: GD Luxxe – Make (Angelika Köhlermann)
- 2008: GD Luxxe – Crave (Angelika Köhlermann)